# Davina McCall
Davina Lucy Pascale McCall, född 16 oktober 1967 i Wimbledon, London, är en brittisk programledare och skådespelerska som har synts i samtliga av de större TV-kanalerna i Storbritannien. Hon är mest känd för sin programledarroll i brittiska Big Brother på Channel 4 under mer än ett årtionde. Hennes egen stil och personliga tilltal har gjort henne till en populär profil hos den brittiska befolkningen med uppdrag för BBC, ITV, Channel 4 och Sky. Efter programledarinsatser i enormt framgångsrika program fick hon möjlighet att spela i en sitcom baserad på henne samt leda en egen talkshow för BBC. Båda dessa visade sig dock vara mindre framgångsrika.
Hon har lett programmen Popstars, Celebrity Big Brother, The Million Pound Drop Live, Got to Dance, Long Lost Family och Biggest Loser för att nämna några titlar, samt haft en egen talkshow i BBC One. McCall, som slog igenom som VJ på MTV Europe, är i dag en av Storbritanniens i särklass mest populära och högst betalda programledare. Samtidigt har hon välbetalda uppdrag för flera olika företag som deras ansikte utåt i reklamfilmer och kampanjer.